# Enokitake
Enokitake (榎茸, エノキタケ), ou Enokidake (榎茸, エノキダケ), ou Enoki (榎, エノキ) são cogumelos brancos finos e longos, usada na cozinha do Leste Asiático (como na culinária chinesa, japonesa e coreana). Esses cogumelos são da espécie Flammulina velutipes, também chamados de cogumelos de agulha de ouro. Os espécimes selvagens, que diferem em cor, textura e grossura, são chamados de cogumelos de inverno, pés de veludo ou caule de veludo entre outros nomes.

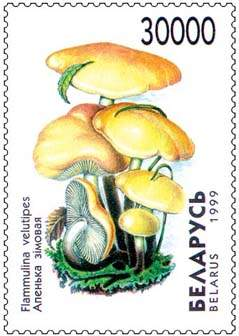
Ilustração do Flammulina velutipes num selo bielorusso de 1999

O cogumelo pode ser encontrado fresco ou enlatado, sendo que o fresco é preferível. Eles são tradicionalmente usados em sopas, mas também podem ser usados em saladas e outros pratos. Eles têm uma textura fresca. O cogumelo pode ser congelado por cerca de uma semana. O especialistas recomendam espécimes frescos de enoki, com cabos firmes, brancos e brilhantes, evitando aqueles que têm caules viscosos ou acastanhados.

## Características
O cogumelo cresce naturalmente sobre os tocos da árvore Celtis sinensis, chamada de enoki em japonês, mas também pode ser encontrado em outras árvores, como a amoreira e o diospireiro. Existe uma grande diferença de aparência entre os cogumelos selvagens e os cultivados. Cogumelos cultivados não são expostos à luz, resultando em uma cor branca, enquanto os cogumelos selvagens normalmente têm uma cor marro escuro. Os cogumelos cultivados crescem em um ambiente com alta taxa de CO2 para desenvolverem caules mais longos e finos, enquanto os cogumelos selvagens desenvolvem um caule mais curto e grosso.
A variedade disponível nos supermercados é sempre cultivada, normalmente em uma garrafa de plástico ou bolsa de vinil por 30 dias, à 15° Celsius e 70% de umidade, em um substrato de pó de serra ou espigas de milho, além de vários outros ingredientes. Ao final, o cogumelo é colocado em um ambiente um pouco mais frio e úmido por 30 dias. Para crescer longo e fino, o cogumelo é colocado em um cone de papel para restringir seu crescimento. Os cogumelos encontrados nos supermercados normalmente ainda mostram a marca da garrafa em todo de sua base.
O Enoki é muito fácil de se cultivar e vem sendo produzido no Japão por mais de 300 anos, inicialmente em madeira, depois em garrafas. Também existem kits de cultivação doméstica.
Na América do Norte, uma segunda espécie, Flammulina populicola, vem sendo cultivada e está disponível em kits.

## Nomes
O nome, enokitake, enokidake ou somente enoki, deriva do japonês. Na língua chinesa, ele é chamado de jīnzhēngū (金針菇) ou jīngū (金菇). No coreano é chamado de paengi beoseot (팽이버섯) e no Vietnã é chamado de kim châm ou trâm vàng.

## Propriedades medicinais do Enokitake
Os cogumelos Enokitake possuem antioxidantes.
Pesquisas da Universidade Nacional de Singapura publicadas em 2005 descobriram que o talo do cogumelo agulha de ouro contém uma grande quantidade de uma proteína que ajuda a regular o sistema imunológico. Testes em animais indicaram possíveis usos em vacinas e imunoterapia a câncer.